# Coreia do Norte nos Jogos Olímpicos de Inverno de 1988
Coreia do Norte participou dos Jogos Olímpicos de Inverno de 1988, realizados em Calgary, no Canadá. 
Foi a quarta aparição do país nos Jogos Olímpicos de Inverno, onde foi representado por seis atletas, sendo três homens e três mulheres, que competiram em dois esportes.

## Competidores
Esta foi a participação por modalidade nesta edição:
| Esporte                 | Masculino | Feminino | Total |
| ----------------------- | --------- | -------- | ----- |
| Patinação artística     | 1         | 1        | 2     |
| Patinação de velocidade | 2         | 2        | 4     |
| Total                   | 3         | 3        | 6     |

## Desempenho

### Patinação artística
Masculino
| Atleta  | Evento     | FC | PC | PL          | Pontos      | Pos. | Ref.  |
| ------- | ---------- | -- | -- | ----------- | ----------- | ---- | ----- |
| Ho Kang | Individual | 27 | 28 | Não avançou | Não avançou | 28º  | [ 3 ] |

Feminino
| Atleta       | Evento     | FC | PC | PL          | Pontos      | Pos. | Ref.  |
| ------------ | ---------- | -- | -- | ----------- | ----------- | ---- | ----- |
| Kim Song-suk | Individual | 31 | 27 | Não avançou | Não avançou | 31º  | [ 4 ] |

### Patinação de velocidade
Masculino
| Atleta        | Evento  | Tempo   | Pos. | Ref.  |
| ------------- | ------- | ------- | ---- | ----- |
| Im Ri-bin     | 1500 m  | 1:55.55 | 17º  | [ 5 ] |
| Im Ri-bin     | 5000 m  | 7:10.13 | 35º  | [ 6 ] |
| Song Yong-hun | 5000 m  | 7:01.56 | 28º  | [ 6 ] |
| Song Yong-hun | 10000 m | DSQ     | DSQ  | [ 7 ] |

Feminino
| Atleta       | Evento | Tempo   | Pos. | Ref.   |
| ------------ | ------ | ------- | ---- | ------ |
| Song Hwa-son | 500 m  | 41.46   | 22º  | [ 8 ]  |
| Song Hwa-son | 1000 m | DSQ     | DSQ  | [ 9 ]  |
| Song Hwa-son | 1500 m | 2:05.25 | 9º   | [ 10 ] |
| Song Hwa-son | 3000 m | 4:31.05 | 23º  | [ 11 ] |
| Han Chun-ok  | 500 m  | 42.25   | 26º  | [ 8 ]  |
| Han Chun-ok  | 1000 m | 1:24.26 | 23º  | [ 9 ]  |
| Han Chun-ok  | 1500 m | 2:09.66 | 22º  | [ 10 ] |
| Han Chun-ok  | 3000 m | 4:29.16 | 17º  | [ 11 ] |
| Han Chun-ok  | 5000 m | 7:36.81 | 9º   | [ 12 ] |

Legenda
| Recorde mundial      | Recorde mundial (World record)               |                       | Recorde africano                      | Recorde africano (African) |                                           | Q | Classificado por posição (Qualified) |
| Recorde olímpico     | Recorde olímpico (Olympic record)            | Recorde da América    | Recorde da América (Americas)         | q                          | Classificado por melhor tempo (Qualified) |   |                                      |
| Melhor marca do ano  | Melhor marca do ano (World leading)          | Recorde asiático      | Recorde asiático (Asian)              | DNS                        | Não largou (Did not start)                |   |                                      |
| Recorde nacional     | Recorde nacional (National record)           | Recorde europeu       | Recorde europeu (European)            | DNF                        | Não terminou (Did not finish)             |   |                                      |
| Recorde pessoal      | Recorde pessoal do atleta (Personal best)    | Recorde da Oceania    | Recorde da Oceania (Oceania)          | DSQ / DQ                   | Desclassificado (Disqualified)            |   |                                      |
| Recorde da temporada | Recorde da temporada do atleta (Season best) | Recorde sul-americano | Recorde sul-americano (South America) | NM                         | Sem marca (No mark)                       |   |                                      |